# Vídeňský konkordát
Vídeňský konkordát byl uzavřen 17. února 1448 mezi římským císařem Fridrichem III. a papežem Mikulášem V., jenž byl zastoupen svým legátem Juanem kardinálem Carvajalem. Tato smlouva s drobnými změnami platila až do zániku Svaté říše římské v letech 1803-1806 a vztahovala se i na české území. 